# Caffrolix homoppidium
Caffrolix homoppidium är en insektsart som beskrevs av Davies 1988. Caffrolix homoppidium ingår i släktet Caffrolix och familjen dvärgstritar. Inga underarter finns listade i Catalogue of Life.